# Deborah Saint Phard
Deborah Saint Phard (ur. 28 grudnia 1964 w Port-au-Prince) – haitańska lekkoatletka specjalizująca się w pchnięciu kulą, olimpijka.
Reprezentowała Haiti w konkursie pchnięcia kulą na Letnich Igrzyskach Olimpijskich 1988, które odbyły się w Seulu. W rundzie kwalifikacyjnej zajęła 19. miejsce. Nie dotarła do dalszych etapów rozgrywek.
Podczas ceremonii otwarcia igrzysk olimpijskich w Seulu była chorążym haitańskiej reprezentacji.